# Белогорлый полосатобрюхий дятел
Белогорлый полосатобрюхий дятел (лат.  Piculus leucolaemus) — вид птиц из семейства дятловых (Picidae). Подвидов не выделяют. Распространён в Южной Америке. 

## Описание
Белогорлый полосатобрюхий дятел достигает в длину 19—20 см и весит около 69 г. У взрослых самцов верхняя часть головы от лба до затылка ярко-красного цвета. Кроющие перья ушей желтовато-зелёные, окаймленные снизу золотисто-жёлтой полосой, идущей от основания клюва до задней стороны шеи. Широкая скуловая область красного цвета; подбородок и горло белые. Верхняя часть тела, кроющие перья крыльев и третьестепенные маховые перья бронзово-зелёные. Маховые перья тёмно-коричневые со светло-коричневато-рыжими внутренними опахалами. Верх хвоста черноватый с зеленоватой каймой. Верхняя часть груди желтовато-зелёная с более светлыми серединками перьев и более тёмными кончиками. Нижняя часть груди, брюхо и нижние кроющие перья хвоста белые с оливковыми полосами. Испод крыльев коричного цвета. Клюв довольно короткий, заостренный, с слегка изогнутым надклювьем, широкий в области ноздрей, от черноватого до серого цвета. Радужная оболочка от тёмно-коричневой до красно-коричневой; ноги от тёмно-оливковых до черноватых. У самок красное пятно на голове ограничено небольшим участком на затылке. Молодые особи более зелёные, чем взрослые, у самцов отсутствует красный цвет на скулах и макушке.
Белогорлый полосатобрюхий дятел обычно довольно молчалив. Описаны несколько типов вокализации: резкое шипящее «piissh» или «shreeyr» (слышится редко); хриплое/шипящее «sraa-sraa-sraa» или протяжное, шипящее, пониженное «wheeeeee».

## Распространение, места обитания и биология
Белогорлый полосатобрюхий дятел распространён в Южной Америке: юг Колумбии и восток Эквадора, на восток до запада и центра Бразилии и на юг до юго-востока Перу и севера Боливии. Обитает во влажных тропических лесах, на опушках первичного леса и во вторичных лесах. Встречается на низменностях и в предгорьях, до 1000 м над уровнем моря в Эквадоре и до 1400 м в Перу.
Белогорлый полосатобрюхий дятел обычно добывает пищу поодиночке, иногда парами; может присоединяться к смешанным стаям птиц. Кормится в кронах деревьев от верхнего до среднего яруса. Состав рациона не описан; предположительно, питается насекомыми и их личинками. Биология размножения не исследована.